# Carlo Brasca
Carlo Brasca (Cusano Milanino, 19 luglio 1917 – Cusano Milanino, 29 agosto 1952) è stato un calciatore italiano, di ruolo portiere.

## Carriera
Inizia l'attività nell'U.S. Cusano Milanino, squadra del suo paese natale, e nel 1939 si trasferisce all'Atalanta, con cui disputa un'unica partita, la sconfitta per 0-4 nel derby contro il Brescia in Coppa Italia. L'anno successivo gli orobici lo cedono al Gerli di Cusano Milanino, dapprima in prestito e quindi a titolo definitivo. Con la squadra milanese ottiene l'ammissione alla Serie C al termine del campionato Prima Divisione 1940-1941 e partecipa al campionato di Serie C 1941-1942, concluso con la salvezza.
Nel 1942 viene ingaggiato dalla Cremonese, neopromossa in Serie B, con cui viene impiegato da titolare contribuendo con 32 presenze al piazzamento di centroclassifica dei grigiorossi. Con l'interruzione dei campionati per motivi bellici rimane nella Cremonese, partecipando al Campionato Alta Italia 1944, in cui gioca 8 partite; dopo una parentesi nel Legnano, con cui disputa il Torneo Benefico Lombardo 1944-1945, torna ai grigiorossi lombardi nel campionato di Serie B-C Alta Italia 1945-1946. A fine stagione lascia la Cremonese, e in seguito milita nel Como, con cui scende in campo 12 volte nel campionato di Serie B 1946-1947; lasciato libero a fine stagione, passa per una stagione al Cantù.

### Ilcaso Brasca
Nell'agosto 1948 viene posto in lista di trasferimento dal Cantù, svincolandosi da questa formazione dopo sessanta giorni. Nel gennaio successivo passa alla Caratese, con cui disputa due partite del campionato riserve; nello stesso mese, tuttavia, firma un altro contratto, questa volta con il Magenta, militante in Serie C. Con quest'ultima squadra gioca 14 partite nel campionato di Serie C 1948-1949 concluso con la retrocessione.
Nell'agosto 1949, su esposto del Piacenza, la Lega Nazionale avvia un'indagine sul tesseramento di Brasca per il Magenta: poiché il giocatore risultava effettivamente in forza alla Caratese, il contratto firmato con la formazione magentina non sarebbe stato valido. Per tale motivo, tutte le partite in cui Brasca è stato schierato vengono date perse al Magenta, e Brasca viene squalificato fino al 31 dicembre 1949. A causa dei mutamenti della classifica il Piacenza, inizialmente retrocesso, si salva a danno del Vigevano.
Terminata la squalifica, Brasca riprende l'attività agonistica e diventa allenatore-giocatore del Cusano Milanino, squadra in cui ha iniziato la carriera.

## Dopo il ritiro
Lasciato il calcio, apre un'officina a Cusano Milanino; qui muore il 29 agosto 1952, a causa dello scoppio di una bombola.

## Palmarès

### Giocatore

#### Competizioni nazionali
- Campionato italiano di Serie B: 1

Atalanta: 1939-1940